# Order Imperium
Order Imperium wcześniej Order Imperium Kolonialnego (port. Ordem do Império, Ordem do Império Colonial) – portugalski order nadawany od 15 kwietnia 1932 do 25 kwietnia 1974.
To wysokie odznaczenie państwowe zostało ustanowione w czasie rządów premiera Portugalii António de Oliveira Salazara, jako nagroda za wybitne zasługi oddane na terytorium portugalskich kolonii. Wielkim mistrzem był każdorazowo urzędujący prezydent Republiki Portugalskiej. W 1951 z jego oficjalnej nazwy usunięto słowo „Kolonialnego”, a w 1974 został wycofany i nie znalazł się na liście portugalskich orderów i odznaczeń w 1975, co jest jednoznaczne z jego likwidacją, ale odznaczeni utrzymali prawo do jego noszenia.
Dzielił się na pięć klas:
- kl. I – Krzyż Wielki (Grã-Cruz)
- kl. II – Wielki Oficer (Grande Oficial)
- kl. III – Komandor (Comendador)
- kl. IV – Oficer (Oficial)
- kl. V – Kawaler (Cavaleiro)

| Baretki Orderu Imperium | Baretki Orderu Imperium | Baretki Orderu Imperium | Baretki Orderu Imperium | Baretki Orderu Imperium |
| ----------------------- | ----------------------- | ----------------------- | ----------------------- | ----------------------- |
| Krzyż Wielki            | Wielki Oficer           | Komandor                | Oficer                  | Kawaler/Dama            |

W kolejności starszeństwa znajdował się bezpośrednio przed Orderem Infanta Henryka, a po Orderze Wojskowym Świętego Jakuba od Miecza.
Odznaczono nim łącznie 22 obcokrajowców (8 Belgów, 6 Brytyjczyków, 4 Francuzów, 2 Hiszpanów, 1 Norwega i 1 Chińczyka) i 364 Portugalczyków.
W przedwojennej Polsce znany pod nazwą „Order Cesarstwa Kolonialnego Portugalskiego” (Ordem do Império Colonial Português).